# Kenny Doughty
 (décembre 2020).
Si vous disposez d'ouvrages ou d'articles de référence ou si vous connaissez des sites web de qualité traitant du thème abordé ici, merci de compléter l'article en donnant les références utiles à sa vérifiabilité et en les liant à la section « Notes et références ».
Kenny Doughty (né le 27 mars 1975) est un acteur et un réalisateur britannique.
Il est né à Barnsley, dans le Yorkshire du Sud.
Il a fréquenté la Charter School, qui est devenue la Kingstone School sur Broadway Barnsley, où il a joué un rôle de premier plan dans Grease. Il a été formé à la Guildhall School of Music and Drama .

## Carrière
Il est notamment connu pour son rôle de sergent Aiden Healy dans la série Les Enquêtes de Vera.
Il a terminé une tournée au Royaume-Uni de la pièce de théâtre de Simon Beaufoy The Full Monty en 2013. La pièce, dans laquelle Doughty a joué Gaz, été nommée pour un Laurence Olivier Award de la meilleure nouvelle comédie en 2014

## Vie privée
Il a été marié à l’actrice Caroline Carver du 20 mai 2006 à 2017.
Il a joué à ses côtés dans Le Pacte, dans lequel ils formaient un couple marié, et dans My First Wedding (2006) dans lequel ils interprétaient un frère et une sœur.
Il est le partenaire de l’actrice Ashley Jensen (de la série Agatha Raisin) depuis 2023.

## Filmographie

### En tant qu'acteur
| Année   | Titre                            | Personnage             |
| ------- | -------------------------------- | ---------------------- |
| 2017    | Amour, mensonges et records      | Meule                  |
| 2015–23 | Les enquêtes de Vera             | DS Aiden Healy         |
| 2013    | Peterman                         | Jim                    |
| 2013    | Perce-neige                      | Adam                   |
| 2012-13 | Stella série 1&2                 | Sean                   |
| 2011    | Panne d'asile                    | Max                    |
| 2011    | Moi face à moi même              | Canard                 |
| 2010    | Irréversi                        | David                  |
| 2010    | Rats de la ville                 | Olly                   |
| 2009    | Paradoxe                         | Gerry Mortimer         |
| 2009    | Nouveaux trucs                   | Gamelle                |
| 2009    | Rue du Couronnement              | Jake Harman            |
| 2008    | Éhonté                           | marque                 |
| 2008    | Hors-la - loi ou l'équipage      | Ratier                 |
| 2007    | Contes de fées                   | Jacques                |
| 2006    | Mon premier mariage              | pseudo                 |
| 2006    | Plaqué or                        | Col                    |
| 2006    | Kenneth Williams : Fantabulosa ! | Joe Orton              |
| 2005    | Funland                          | Liam Woolf             |
| 2005    | Le Grand Raid                    | Pitt                   |
| 2004    | Le couple aryen                  | Hans Vassman           |
| 2004    | Primevil                         | pseudo                 |
| 2003    | Doué                             | Jamie Gilliam          |
| 2003    | Les contes de Canterbury         | Danny Abolson          |
| 2003    | Serviteurs                       | Guillaume Forrest      |
| 2003    | La seconde venue                 | PC Simon Lincoln       |
| 2002    | Fil dans le sang                 | Jason                  |
| 2002    | dimanche                         | Para 027               |
| 2001    | Écraser                          | Jed Willis             |
| 2000    | La prière des amoureux           | Denis                  |
| 1999    | Titus                            | Quintus                |
| 1999    | Un chant de noel                 | Jeune Ebenezer Scrooge |
| 1998    | Mesdames du dîner                | Clint                  |
| 1998    | Battement de cœur                | Barry Hadfield         |
| 1999    | Elisabeth                        | Monsieur Thomas Elyot  |
| 1998    | Anorak de feu                    | Gus Gascoigne          |
| 1998    | Je te veux                       | L'ami de Smokey        |

### En tant que réalisateur
| Année | Titre                              | Remarques     |
| ----- | ---------------------------------- | ------------- |
| 2008  | Toi moi et le capitaine Longbridge | Court métrage |
| 2013  | La vengeance attend                |               |